# Mouvement européen Pays-Bas
Europese Beweging Nederland
Le Mouvement européen-Pays-Bas (en néerlandais Europese Beweging Nederland, EBN) est la branche néerlandaise du Mouvement européen international.

## Histoire
L'EBN a été créé en 1958 par la signature de ses statuts. Cependant, le Conseil néerlandais du Mouvement européen était actif  dès 1950.

## Publications
L'EBN publiait la revue Nieuw Europa.

## Sources

## Compléments